# هوراس فیرهرست
هوراس فیرهرست (انگلیسی: Horace Fairhurst; ۲ ژوئن ۱۸۹۳ – ۷ ژانویهٔ ۱۹۲۱) بازیکن فوتبال اهل پادشاهی متحد بریتانیای کبیر و ایرلند بود.
از باشگاه‌هایی که در آن بازی کرده‌است می‌توان به باشگاه فوتبال دارون و باشگاه فوتبال بلکپول اشاره کرد.